# Vojna istorija
Vojna istorija je humanistička disciplina u okviru opšteg istorijskog beleženja oružanih sukoba u istoriji čovečanstva, njehovog uticaja na društva, kulture i ekonomije, kao i proisteklih promena u lokalnim i međunarodnim odnosima.
Profesionalni istoričari obično se fokusiraju na vojne afere koje su imale veliki uticaj na obuhvaćena društva, kao i na posledice sukoba, dok istoričari amateri i hobisti često imaju veće interesovanje za detalje bitaka, opreme i uniformi koji su korišteni.
Bitni predmeti proučavanja vojne istorije su uzroci rata, društveni i kulturni temelji, vojna doktrina na svakoj strani, logistika, liderstvo, tehnologija, strategija i taktike koje su korištene, i kako su se oni vremenom menjali. S druge strane, teorija pravednog rata istražuje moralne dimenzije ratovanja, i da bi bolje ograničila destruktivna stvarnost koju je izazvao rat, ona nastoji da uspostavi doktrinu vojne etike.
Kao primenjeno polje, vojna istorija se proučava na akademijama i službenim školama, jer vojne komande nastoje da ne ponove greške iz prošlosti i žele da poboljšaju svoj trenutni učinak, podstičući sposobnost zapovednika da opažaju istorijske paralele tokom bitke, kako bi iskoristili lekcije naučene iz prošlosti. Prilikom certificiranja instruktora vojne istorije Institut za borbene studije ne stavlja naglasak na memoriranje detalja o ciljevima, već se fokus usmerava na teme i kontekst u odnosu na trenutni i budući sukob, koristeći moto „Prošlost je prolog.”
Disciplina vojne istorije je dinamična, promenljiva sa razvojem predmetnog područja, kao i društava i organizacija koje je koriste. Dinamična priroda discipline vojne istorije umnogome je povezana sa brzinom promena vojnih snaga, umetnošću i naukom upravljanja njima, kao i frenetičnim tempom tehnološkog razvoja koji se odvijao u periodu poznatom kao Industrijska revolucija, a u novije vreme u nuklearnom i informacijskom dobu. Važan skorašnji koncept je revolucija u vojnim poslovima (RMA) koja pokušava da objasni kako je ratovanje oblikovano novim tehnologijama, poput baruta. Ona naglašava kratka izbijanja brzih promena, praćena periodima relativne stabilnosti.

## Popularna naspram akademske vojne istorije
U pogledu istorijske profesije u velikim zemljama, vojna istorija je siroče, uprkos njenoj ogromnoj popularnosti u široj javnosti. Vilijam H. Maknil ističe:
Ova grana naše discipline cveta u intelektualnom getu. Set od 144 knjige o kojima je reč [objavljene 1968-78] spadaju u dve različite klase: dela namenjena popularnoj čitalačkoj publici, koja su napisali novinari i pisci van akademskih krugova, i stručni radovi koji se skoro uvek proizvode u okviru vojnog establišmenta ... Izučavanje vojne istorije na univerzitetima ostaje ozbiljno nerazvijeno. Zaista, nedostatak interesovanja i prezir za vojnu istoriju verovatno predstavlja jednu od najčudnijih predrasuda ove profesije.
Poslednjih decenija kursevi vojne istorije na univerzitetskom nivou ostaju popularni; često koriste filmove da humanizuju borbeno iskustvo. Na primer, Judžin P. A. Skli, profesor istorije na Univerzitetu u Mejnu, istraživao je prednosti i probleme predavanja predmeta „Moderni rat i njegove slike“ u potpunosti kroz filmove. Studenti su rekli da smatraju da su dokumentarni filmovi vredniji od drama. Međutim, vojni istoričari su frustrirani svojim marginalnim statusom u glavnim odeljenjima istorije.
Akademski istoričari koji se bave vojnim temama imaju svoju naučnu organizaciju, Društvo za vojnu istoriju. Ona od 1937. objavljuje časopis The Journal of Military History. Njegova četiri izdanja godišnje uključuju naučne članke, preglede novih knjiga, i bibliografiju novih publikacija i disertacija. Društvo ima 2300 članova, održava godišnju konvenciju i dodeljuje nagrade za najbolju stipendiju.

## Istoriografija vojne istorije
Istoriografija je proučavanje istorije i metode istorijske discipline ili proučavanje specijalizovane teme. U ovom slučaju, vojna istorija sa ciljem da se dobije tačna procena sukoba koristeći sve dostupne izvore. Iz tog razloga se vojna istorija periodizuje, stvarajući preklapajuće granice proučavanja i analize u kojima opisi bitaka od strane vođa mogu biti nepouzdani zbog sklonosti da se minimizuje pominjanje neuspeha i preuveličavanje uspeha. Vojni istoričari koriste istoriografsku analizu u nastojanju da omoguće nepristrasan, savremeni pogled na zapise.
Jedan vojni istoričar, Džeremi Blek, izneo je probleme sa kojima se vojni istoričari 21. veka suočavaju kao nasleđe svojih prethodnika: evrocentričnost, tehnološka pristrasnost, fokus na vodeće vojne sile i dominantne vojne sisteme, odvajanje kopna od mora i nedavno vazdušni sukobi, fokus na sukobu između država, nedostatak fokusa na politički „zadatak“ u načinu na koji se sile koriste.
Ako ovi izazovi nisu bili dovoljni za vojne istoričare, granice metode su komplikovane nedostatkom zapisa, bilo uništenih ili nikada zabeleženih zbog njihove vrednosti kao vojne tajne, što može sprečiti da se neke istaknute činjenice uopšte izveste; naučnici još uvek ne znaju tačnu prirodu grčke vatre, na primer. Istraživanje operacije Trajna sloboda i operacije Iračka sloboda, na primer, predstavljale su jedinstvene izazove istoričarima zbog zapisa koji su uništeni radi zaštite poverljivih vojnih informacija, između ostalih razloga. Istoričari koriste svoje znanje o državnim propisima i vojnoj organizaciji, i koriste ciljanu i sistematsku strategiju istraživanja kako bi sastavili ratne istorije. Uprkos ovim ograničenjima, ratovi su neki od najproučavanijih i najdetaljnijih perioda ljudske istorije.
Vojni istoričari često upoređuju organizaciju, taktičke i strateške ideje, vođstvo i nacionalnu podršku vojsci različitih nacija.
Početkom 1980-ih, istoričar Džefri Kimbal proučavao je uticaj političke pozicije istoričara na aktuelne događaje na tumačenje neslaganja u vezi sa uzrocima ratova u 20. veku. On je ispitao ideološke preferencije 109 aktivnih diplomatskih istoričara u Sjedinjenim Državama, kao i 54 aktivna vojna istoričara. On smatra da su njihovi trenutni politički stavovi u umerenoj korelaciji sa njihovim istoriografskim tumačenjima. Jasan stav o levo-desnom kontinuumu u pogledu kapitalizma bio je očigledan u većini slučajeva. Sve grupe su se složile sa predlogom, „istorijski gledano, Amerikanci su imali tendenciju da pitanja svoje nacionalne bezbednosti posmatraju u smislu ekstrema kao što su dobro protiv zla“. Iako su socijalisti bili podeljeni, druge grupe su se složile da je „pogrešna procena i/ili nerazumevanje situacije“ izazvala intervencionizam SAD.“ Kimball izveštava da:
Od istoričara iz oblasti diplomatske istorije, 7% su socijalisti, 19% ostali, 53% liberali, 11% nijedno i 10% konzervativci. Od vojnih istoričara, 0% su socijalisti, 8% ostali, 35% liberali, 18% nijedno i 40% konzervativci.

## Literatura
- Archer, I. John R. Ferris, Holger H. Herwig, and Timothy H. E. Travers. World History of Warfare (2nd ed. 2008) 638 pp
- Black, Jeremy (2001). Warfare in the Western World, 1775–1882.
- Black, Jeremy (2002). Warfare in the Western World, 1882–1975.
- Chambers, John Whiteclay, ed (2000). The Oxford Companion to American Military History.. online at Oxford University Press
- Cowley, Robert, and Geoffrey Parker, eds. The Reader's Companion to Military History (2001) excellent coverage by scholars. „Complete text online free of 1996 edition”. college.hmco.com. Архивирано из оригинала 07. 08. 2004. г.
- Dear, I. C. B., and M. R. D. Foot, eds. Oxford Companion to World War II (2005; 2nd ed. 2010) online at Oxford University Press
- Doughty, Robert, Ira Gruber, Roy Flint, and Mark Grimsley. Warfare In The Western World (2 vol 1996), comprehensive textbook
- Dupuy, R. Ernest and Trevor N. Dupuy. The Encyclopedia of Military History: From 3500 B.C. to the Present (1977), 1465 pp; comprehensive discussion focused on wars and battles
- Holmes, Richard, ed (2001). The Oxford Companion to Military History.; online at Oxford University Press
- Jones, Archer (2001). The Art of War in the Western World.
- Keegan, John (1999). The First World War (9th изд.). New York: Random House. ISBN 978-0-375-40052-0.
- Kohn, George C. Dictionary of Wars (3rd ed. 2006) 704 pp; very useful summary across world history
- Karsten, Peter. ed., Encyclopedia of War and American Society (3 vols., 2005).
- Keegan, John (1976). The Face of Battle. Dorset Press. ISBN 0880290838.. excerpt
- Keegan, John (1989). The Price of Admiralty: The Evolution of Naval Warfare. Penguin. ISBN 978-0-14-009650-7.
- Lynn, John A (2003). Battle: A Cultural History of Combat and Culture.
- Nolan, Cathal J (2017). The Allure of Battle: A History of How Wars Have Been Won and Lost. Oxford University Press. ISBN 978-0-19-538378-2.
- Nolan, Cathal J. The Age of Wars of Religion, 1000-1650: An Encyclopedia of Global Warfare and Civilization (2 vol 2006)
- Townshend, Charles, ed. The Oxford History of Modern War (2nd ed. 2005)
- Barnett, Correlli, Shelford Bidwell, Brian Bond, and John Terraine (1986). Old Battles and New Defences: Can We Learn from Military History?.
- Black, Jeremy (октобар 2004). „"Determinisms and Other Issues"”. Journal of Military History. 68 (4): 1217—32. doi:10.1353/jmh.2004.0169.. in Project MUSE
- Black, Jeremy (2004). Rethinking Military History.
- Bucholz, Arden (1993). „Hans Delbruck and Modern Military History”. The Historian. 55 (3): 517—526. doi:10.1111/j.1540-6563.1993.tb00909.x.
- Chambers II, John Whiteclay (јул 1991). „"The New Military History: Myth and Reality"”. Journal of Military History. 55: 395—406. JSTOR 1985686. doi:10.2307/1985686.
- Charters, David A., Marc Milner, and J. Brent Wilson. eds. Military History and the Military Profession, (1992)
- Citino, R. M. (октобар 2007). „Military Histories Old and New: A Reintroduction”. The American Historical Review. 112 (4): 1070—90. doi:10.1086/ahr.112.4.1070.
- Grimsley, Mark (новембар 1996). „Why Military History Sucks”. www.warhistorian.org. Архивирано из оригинала 15. 09. 2017. г.
- Higham, John, ed (2015). A Guide to the Sources of British Military History. Routledge. ISBN 978-1-317-39021-3.
- Coffman, Edward M. (1984). „The New American Military History”. Military Affairs. 48 (1): 1—5. JSTOR 1988340. doi:10.2307/1988340.
- Kohn, Richard H. (1981). „The Social History of the American Soldier: A Review and Prospectus for Research”. The American Historical Review. 86 (3): 553—567. JSTOR 1860370. doi:10.2307/1860370.
- Lee, Wayne E. (март 2007). „Mind and Matter-Cultural Analysis in American Military History: A Look at the State of the Field”. Journal of American History. 93 (4): 1116—42. JSTOR 25094598. doi:10.2307/25094598.
- Lynn, John A (октобар 1997). „"Rally Once Again: The Embattled Future of Academic Military History"”. Journal of Military History. 61: 777—89. JSTOR 2954086. doi:10.2307/2954086..
- Mearsheimer, John J (1988). Liddell Hart and the Weight of History. Cornell University Press. ISBN 978-0-8014-2089-4.
- Messenger, Charles, ed. Reader's Guide to Military History (Routledge, 2001), 948 pp; detailed guide to the historiography of 500 topics excerpt and text search
- Morillo, Stephen (2006). What is Military History.
- Moyar, Mark. "The Current State of Military History". Moyar, Mark (2007). „The Current State of Military History”. The Historical Journal. 50: 225—40. doi:10.1017/S0018246X0600598X. online at CJO
- Muehlbauer, Matthew S., and David J. Ulbrich, eds. (2018). The Routledge History of Global War and Society. Routledge. ISBN 9781138849808.
- Muehlbauer, Matthew S., and David J. Ulbrich. (2018). Ways of War: American Military History from the Colonial Era to the Twenty-First Century. Routledge Taylor & Francis. ISBN 9781138681613.
- Murray, Williamson and Richard Hart Sinnreich, eds (2006). The Past as Prologue: The Importance of History to the Military Profession.
- Noe, Kenneth W., George C. Rable and Carol Reardon (2007). „Battle Histories: Reflections on Civil War Military Studies”. Civil War History. 53 (3). doi:10.1353/cwh.2007.0070.
- Porch, Douglas (2006). „Writing History in the 'End of History' Era: Reflections on Historians and the GWOT”. Journal of Military History. 70 (4): 1065—79. doi:10.1353/jmh.2006.0270. hdl:10945/43181.. on war on terror, 2001–present
- Reardon, Carol. (1990). Soldiers and Scholars: The U.S. Army and the Uses of Military History, 1865–1920. University Press of Kansas. ISBN 978-0-7006-0466-1. .
- Reid, Brian Holden (2007). „American Military History: the Need for Comparative Analysis.”. Journal of American History. 93 (4): 1154—57. JSTOR 25094602. doi:10.2307/25094602..
- Reid, Brian Holden (јун 2006). „The Vistas of American Military History”. American Nineteenth Century History. 7 (2): 139—321. doi:10.1080/14664650600809263.
- Riseman, Noah (2014). „The Rise of Indigenous Military History”. History Compass. 12 (12): 901—911. doi:10.1111/hic3.12205..
- Spector, Ronald H. (2007). „Teetering on the Brink of Respectability.”. Journal of American History. 93 (4): 1158—60. JSTOR 25094603. doi:10.2307/25094603.. online
- Spiller, Roger (2006). „Military History and its Fictions.”. Journal of Military History. 70 (4): 1081—97. doi:10.1353/jmh.2006.0280.. online

## Spoljašnje veze
- International Bibliography of Military History of the International Commission of Military History – from Brill.nl
- H-WAR, daily discussion group for military historians – from Michigan State University Department of History, H-Net Humanities & Social Sciences Online
- Web Sources for Military History – from AmericanHistoryProjects.com
- Military History Encyclopedia on the Web